# Cusset-Nord (tổng)
Tổng Cusset-Nord là một tổng ở tỉnh Allier trong vùng Auvergne-Rhône-Alpes.

## Hành chính
| Giai đoạn | Ủy viên     | Đảng | Tư cách                                                                    |
| --------- | ----------- | ---- | -------------------------------------------------------------------------- |
| 1979      | René Bardet |      |                                                                            |
| 1985      | René Bardet |      |                                                                            |
| 1992      | René Bardet |      |                                                                            |
| 1998      | René Bardet |      |                                                                            |
| 2004      | René Bardet | PCF  | thị trưởng của Cusset, président de la Communauté d'agglomération de Vichy |

## Các đơn vị cấp dưới
Tổng Cusset-Nord gồm 4 xã với dân số là 13 196 người (điều tra năm 1999, dân số không tính trùng)
| Xã                | Dân số    | Mã bưu chính | Mã insee |
| ----------------- | --------- | ------------ | -------- |
| Bost              | 147       | 03300        | 03033    |
| Creuzier-le-Neuf  | 959       | 03300        | 03093    |
| Creuzier-le-Vieux | 2 960     | 03300        | 03094    |
| Cusset            | 9 130 (1) | 03300        | 03095    |

(1) fraction de commune.

## Biến động dân số
| 1962                                                     | 1968 | 1975 | 1982 | 1990   | 1999   |
| -------------------------------------------------------- | ---- | ---- | ---- | ------ | ------ |
| -                                                        | -    | -    | -    | 13 322 | 13 196 |
| Nombre retenu à partir de 1962 : dân số không tính trùng |      |      |      |        |        |